# 呼图白
呼图白 （阿拉伯语：‎，khuṭbah）指伊斯兰教中在公开正式场合上的演讲。“呼图白”一词音译自阿拉伯语，意即“演讲”。通常在主麻日和宗教节日礼拜时，由伊斯兰教毛拉或阿訇对穆斯林宣讲教义。通常也会提及蘇丹表示仍在位。